# Christian Rijavec
Christian Rijavec (Klagenfurt, 18 de abril de 1972) es un deportista austríaco que compitió en esquí acrobático, especialista en la prueba de salto aéreo.
Ganó dos medallas de plata en el Campeonato Mundial de Esquí Acrobático, en los años 1995 y 1999.
Participó en dos Juegos Olímpicos de Invierno, ocupando el séptimo lugar en Nagano 1998 y el decimocuarto en Lillehammer 1994.

## Medallero internacional
| Campeonato Mundial | Campeonato Mundial  | Campeonato Mundial | Campeonato Mundial |
| Año                | Lugar               | Medalla            | Competición        |
| ------------------ | ------------------- | ------------------ | ------------------ |
| 1995               | La Clusaz (Francia) | Medalla de plata   | Salto aéreo        |
| 1999               | Meiringen (Suiza)   | Medalla de plata   | Salto aéreo        |